# Banatski Monoštor
Banatski Monoštor (izvirno srbsko Банатски Моноштор; madžarsko Kanizsamonostor) je naselje v Srbiji, ki upravno spada pod Občino Čoka; slednja pa je del Severnobanatskega upravnega okraja.

## Demografija
V naselju, katerega izvirno (srbsko-cirilično) ime je Банатски Моноштор, živi 116 polnoletnih prebivalcev, pri čemer je njihova povprečna starost 47,4 let (43,2 pri moških in 52,1 pri ženskah). Naselje ima 59 gospodinjstev, pri čemer je povprečno število članov na gospodinjstvo 2,29.
To naselje je v glavnem madžarsko (glede na popis iz leta 2002), a v času zadnjih treh popisov je opazno zmanjšanje števila prebivalcev.
|  |

| Demografija | Demografija     | Demografija     |
| Leto        | Št. prebivalcev | Št. prebivalcev |
| ----------- | --------------- | --------------- |
|             |                 |                 |
|             |                 |                 |
|             |                 |                 |
|             |                 |                 |
| 1948        | 460             |                 |
| 1953        | 476             |                 |
| 1961        | 352             |                 |
| 1971        | 273             |                 |
| 1981        | 202             |                 |
| 1991        | 152             | 152             |
| 2002        | 138             | 135             |
|             |                 |                 |

| Etnična sestava po popisu iz leta 2002 | Etnična sestava po popisu iz leta 2002 | Etnična sestava po popisu iz leta 2002 | Etnična sestava po popisu iz leta 2002 | Etnična sestava po popisu iz leta 2002 |
| -------------------------------------- | -------------------------------------- | -------------------------------------- | -------------------------------------- | -------------------------------------- |
| Madžari                                | Madžari                                |                                        | 128                                    | 94,81%                                 |
| Srbi                                   | Srbi                                   |                                        | 6                                      | 4,44%                                  |
| Hrvati                                 | Hrvati                                 |                                        | 1                                      | 0,74%                                  |
| Neznano                                | Neznano                                |                                        | 0                                      | 0,0%                                   |